# Angelika Speitel
Angelika Elisabeth Speitel (Stuttgart, 12 februari 1952) is een voormalig lid van de Rote Armee Fraktion (RAF).
Door haar werkzaamheden in het advocatenkantoor van de RAF-advocaat Klaus Croissant in Stuttgart belandde Speitel bij de RAF. Speitel was getrouwd met RAF-lid Volker Speitel die eveneens voor het advocatenkantoor Klaus Croissant werkte. Speitel hielp bij het opzetten van een communicatiesysteem tussen de RAF-terroristen in de verschillende gevangenissen verspreid over Duitsland.
In 1977 dook ze onder toen ze werd verdacht van betrokkenheid bij de moord op Jürgen Ponto in 1977. Ze had een leidende rol had bij de zogenaamde Tweede Generatie en was onder andere betrokken bij bankovervallen de ontvoering en moord van de Duitse econoom en topman van de Duitse werkgeversorganisatie, Hanns-Martin Schleyer, in 1977.
Op 24 september 1978 werd ze met de RAF-leden Michael Knoll en Werner Lotze bij schietoefeningen in een bos in het Dortmundse stadsdeel Kirchhörde verrast door twee politieagenten. De terroristen openden het vuur op de ambtenaren waarbij politieagent Hans-Wilhelm Hansen werd gedood. Knoll en Speitel raakten bij het vuurgevecht gewond en werden gearresteerd.
Lotze wist te ontsnappen, Knoll overleed aan zijn verwondingen. en Speitel werd in 1979 wegens moord en andere misdaden veroordeeld tot een levenslange gevangenisstraf. Tijdens haar gevangenschap heeft ze verschillende malen geprobeerd zelfmoord te plegen.
In 1989 werd haar gratie verleend door de Duitse bondspresident Richard von Weizsäcker nadat deze haar in de gevangenis had bezocht. In 1990 werd ze vrijgelaten.